# Mingreels
Het Mingreels (მარგალური ნინა, margaloeri nina) is een Kartveelse taal, die wordt gesproken in het westen van Georgië. UNESCO heeft het Mingreels erkend als een bedreigde taal.

## Verspreiding en verwantschap
Het Mingreels heeft naar schatting 500.000 moedertaalsprekers. Hun thuisland is Mingrelië, een streek in het noordwesten van Georgië aan de Zwarte Zee. Ook in de feitelijk afgescheiden Georgische deelrepubliek Abchazië woonde een groot aantal Mingreelse sprekers, waarvan het grootste deel als gevolg van de burgeroorlog in de vroege jaren 1990 naar andere gebieden in Georgië werd verdreven. Sindsdien wonen in het aan Mingrelië grenzende Abchazische Gali district nog enkele tienduizenden Mingreliërs. De taal is verwant met het Lazisch in Turkije en het Svanetisch dat in de noordelijke Georgische bergregio Svanetië gesproken wordt.

## Klankleer
|             |             | labiaal | dentaal | alveolaar | velaar | uvulaar | glottaal |
| ----------- | ----------- | ------- | ------- | --------- | ------ | ------- | -------- |
| nasaal      | nasaal      | m       | n       |           |        |         |          |
| plosief     | stemhebbend | b       | d       |           | ɡ      |         |          |
| plosief     | geaspireerd | pʰ      | tʰ      |           | kʰ     |         |          |
| plosief     | ejectief    | pʼ      | tʼ      |           | kʼ     | qʼ      | ʔ        |
| affricaat   | stemhebbend |         | d͡z      | d͡ʒ        |        |         |          |
| affricaat   | geaspireerd |         | t͡sʰ     | t͡ʃʰ       |        |         |          |
| affricaat   | ejectief    |         | t͡sʼ     | t͡ʃʼ       |        |         |          |
| fricatief   | stemhebbend | v       | z       | ʒ         | ɣ      | ɣ       |          |
| fricatief   | stemloos    |         | s       | ʃ         | x      | x       | h        |
| vibrant     | vibrant     |         |         | r         |        |         |          |
| approximant | centraal    |         |         | j         |        |         |          |
| approximant | lateraal    |         | l       |           |        |         |          |

|          | voor | achter | achter |
| ongerond | voor | gerond |        |
| -------- | ---- | ------ | ------ |
| gesloten | i    | ə      | u      |
| midden   | ɛ    |        | ɔ      |
| open     |      | ɑ      |        |

## Schrift
Het Mingreels wordt geschreven in het Georgisch alfabet.
| Georgisch alfabet | Latijns alfabet | fonetisch alfabet |
| ----------------- | --------------- | ----------------- |
| ა                 | a               | ɑ                 |
| ბ                 | b               | b                 |
| გ                 | g               | ɡ                 |
| დ                 | d               | d                 |
| ე                 | e               | ɛ                 |
| ვ                 | v               | v                 |
| ზ                 | z               | z                 |
| თ                 | t               | t                 |
| ი                 | i               | i                 |
| კ                 | ǩ               | kʼ                |
| ლ                 | l               | l                 |
| მ                 | m               | m                 |
| ნ                 | n               | n                 |
| ჲ                 | y               | j                 |
| ო                 | o               | ɔ                 |
| პ                 | p̌               | pʼ                |
| ჟ                 | zh              | ʒ                 |
| რ                 | r               | r                 |
| ს                 | s               | s                 |
| ტ                 | ṫ               | tʼ                |
| უ                 | u               | u                 |
| ჷ                 | ƨ               | ə                 |
| ფ                 | p               | p                 |
| ქ                 | k               | k                 |
| ღ                 | ǧ               | ɣ                 |
| ყ                 | q               | qʼ                |
| ჸ                 | ɣ               | ʔ                 |
| შ                 | ş / sh          | ʃ                 |
| ჩ                 | ç / ch          | t͡ʃ                |
| ც                 | ts              | t͡s                |
| ძ                 | ž               | d͡z                |
| წ                 | tz / ʒ          | t͡sʼ               |
| ჭ                 | ç̌               | t͡ʃʼ               |
| ხ                 | x               | x                 |
| ჯ                 | j               | d͡ʒ                |
| ჰ                 | h               | h                 |

- Bibliothèque nationale de France: cb145905940 (data)
- Gemeinsame Normdatei: 4663035-1
- Library of Congress Control Number: sh85085637
- Nationale Bibliotheek van Israël: 987007536227505171

Georgisch · Lazisch · Mingreels · Svanetisch